# Eric Jungmann
Eric Joseph Jungmann (* 2. Dezember 1981 in Orlando, Florida) ist ein US-amerikanischer Schauspieler.

## Leben
Eric Jungmann wurde 1981 als Sohn der Restaurantenbesitzer Janet und Jim Jungmann in Florida geboren.
Seinen ersten Filmauftritt hatte er 1998 im Horrorfilm The Faculty. Danach folgten Rollen in Filmen wie X-Treme Teens – Sie sehen, was du nicht siehst, It takes two – London, wir kommen! und Nicht noch ein Teenie-Film. Daneben war er in zahlreichen Gastrollen verschiedener Fernsehserie zu sehen. Von 2005 bis 2006 trat er in der Fernsehserie Night Stalker als Fotograf Jain McManus auf.

## Filmografie
- 1998: The Faculty
- 1999: Varsity Blues
- 1999: X-Treme Teens – Sie sehen, was du nicht siehst (The Boy with the X-Ray Eyes)
- 2000: Drive In
- 2000: Ein Hauch von Himmel (Staffel 7, Episode 2)
- 2000–2001: Eben ein Stevens (Even Stevens, Fernsehserie, vier Episoden)
- 2001: It takes two – London, wir kommen! (Winning London)
- 2001: Nicht noch ein Teenie-Film! (Not Another Teen Movie)
- 2002: Outside
- 2003: Monster Man – Die Hölle auf Rädern (Monster Man)
- 2005: Happy Endings
- 2005–2006: Night Stalker (Fernsehserie, 10 Episoden)
- 2005: Glück in kleinen Dosen (The Chumscrubber)
- 2007: Killer Pad
- 2008: Red Velvet
- 2009: TiMER
- 2011: Criminal Minds (Fernsehserie, eine Episode)
- 2013: Shotgun Wedding
- 2015: Parallels – Reise in neue Welten (Parallels)